# EHF Liga Mistrzów 2013/2014 (grupa A)
EHF Liga Mistrzów 2013/2014 - rozgrywki i tabela grupy A
| Lp. | Drużyna               | M  | Mecze | Mecze | Mecze | Bramki | Bramki | Bramki | Pkt |
| Lp. | Drużyna               | M  | W     | R     | P     | +      | −      | +/−    | Pkt |
| --- | --------------------- | -- | ----- | ----- | ----- | ------ | ------ | ------ | --- |
| 1.  | MKB Veszprém KC       | 10 | 8     | 1     | 1     | 303    | 243    | +60    | 17  |
| 2.  | Rhein-Neckar Löwen    | 10 | 7     | 2     | 1     | 305    | 252    | +53    | 16  |
| 3.  | Celje Pivovarna Laško | 10 | 4     | 1     | 5     | 269    | 272    | −3     | 9   |
| 4.  | HK Motor Zaporoże     | 10 | 4     | 1     | 5     | 277    | 296    | −19    | 9   |
| 5.  | RK Zagrzeb            | 10 | 4     | 0     | 6     | 267    | 282    | −15    | 8   |
| 6.  | St. Petersburg HC     | 10 | 0     | 1     | 9     | 216    | 292    | −76    | 1   |

| Gospodarz \ Gość      | VES   | ZAG   | STP   | RNL   | CEL   | ZAP   |
| MKB Veszprém KC       |       | 34:27 | 29:20 | 30:29 | 27:26 | 44:27 |
| RK Zagrzeb            | 22:33 |       | 26:24 | 24:28 | 24:21 | 33:27 |
| St. Petersburg HC     | 15:28 | 24:35 |       | 23:32 | 29:29 | 18:24 |
| Rhein-Neckar Löwen    | 25:25 | 34:26 | 31:17 |       | 35:25 | 31:31 |
| Celje Pivovarna Laško | 26:31 | 26:20 | 29:22 | 25:28 |       | 30:27 |
| HK Motor Zaporoże     | 26:22 | 31:30 | 29:24 | 26:32 | 29:32 |       |

| 19 września 2013 | Rhein-Neckar Löwen | 31:31   | HK Motor Zaporoże    |                                                                                      |
| 19:00            | Patrick Groetzki 7 | (15:13) | 7 Serhij Onufrijenko | Veranstaltungshalle, St. Leon-Rot Widzów: 2000 Sędzia: Duarte Santos Ricardo Fonseca |
| 19:00            | 2× · 2×            | (15:13) | 4× · 3×              | Veranstaltungshalle, St. Leon-Rot Widzów: 2000 Sędzia: Duarte Santos Ricardo Fonseca |

| 19 września 2013 | St. Petersburg HC | 15:28  | MKB Veszprém KC |                                                                                                |
| 20:00            | Dmitrij Kisielow 2 · Paweł Kungurow 2 · Eldar Nasyrow 2 · Andriej Nowosiołow 2 · Igor Polakow 2 · Aleksandr Pyszkin 2 | (7:12) | 8 Momir Ilić    | Sportkompleks "Ubileyniy", Petersburg Widzów: 2500 Sędzia: Sorin-Laurentiu Dinu Constantin Din |
| 20:00            | 4× · 3× | (7:12) | 5× · 3×         | Sportkompleks "Ubileyniy", Petersburg Widzów: 2500 Sędzia: Sorin-Laurentiu Dinu Constantin Din |

| 21 września 2013 | RK Zagrzeb         | 24:21   | Celje Pivovarna Laško                 |                                                                                    |
| 18:00            | Stipe Mandalinić 7 | (13:10) | 5 Gašper Marguč · 5 Nemanja Zelenović | Arena Zagreb, Zagrzeb Widzów: 6570 Sędzia: Bogdan Nicolae Stark Romeo Mihai Stefan |
| 18:00            | 4× · 2×            | (13:10) | 3× · 3×                               | Arena Zagreb, Zagrzeb Widzów: 6570 Sędzia: Bogdan Nicolae Stark Romeo Mihai Stefan |

| 26 września 2013 | HK Motor Zaporoże                     | 31:30   | RK Zagrzeb                                                                              |                                                                                     |
| 19:00            | Sergii Burka 7 · Serhij Onufrijenko 7 | (18:15) | 5 Zlatko Horvat · 5 Stipe Mandalinić · 5 Marijo Marić · 5 Luka Sebetić · 5 Josip Valčić | Sport complex Lokomotiv, Charków Widzów: 1900 Sędzia: Sławe Nikołow Ǵorǵi Naczewski |
| 19:00            | 1× · 3×                               | (18:15) | 3× · 3×                                                                                 | Sport complex Lokomotiv, Charków Widzów: 1900 Sędzia: Sławe Nikołow Ǵorǵi Naczewski |

| 28 września 2013 | Celje Pivovarna Laško | 29:22   | St. Petersburg HC |                                                                               |
| 20:30            | Nemanja Zelenović 7   | (15:10) | 5 Igor Polakow    | Dvorana Zlatorog, Celje Widzów: 1521 Sędzia: Mirza Kurtagic Mattias Wetterwik |
| 20:30            | 2× · 3×               | (15:10) | 4× · 3×           | Dvorana Zlatorog, Celje Widzów: 1521 Sędzia: Mirza Kurtagic Mattias Wetterwik |

| 29 września 2013 | MKB Veszprém KC | 30:29   | Rhein-Neckar Löwen |                                                                          |
| 17:00            | Momir Ilić 9    | (17:14) | 6 Uwe Gensheimer   | Veszprém Aréna, Veszprém Widzów: 5000 Sędzia: Thierry Dentz Denis Reibel |
| 17:00            | 5× · 3×         | (17:14) | 2× · 3×            | Veszprém Aréna, Veszprém Widzów: 5000 Sędzia: Thierry Dentz Denis Reibel |

| 10 października 2013 | MKB Veszprém KC | 44:27   | HK Motor Zaporoże |                                                                                  |
| 19:00                | László Nagy 7   | (20:13) | 6 Sergii Burka    | Veszprém Aréna, Veszprém Widzów: 4900 Sędzia: Aleksandar Pandžić Ivan Mošorinski |
| 19:00                | 2× · 3×         | (20:13) | 5× · 3×           | Veszprém Aréna, Veszprém Widzów: 4900 Sędzia: Aleksandar Pandžić Ivan Mošorinski |

| 12 października 2013 | St. Petersburg HC                      | 24:35   | RK Zagrzeb                         |                                                                                       |
| 16:00                | Eldar Nasyrow 4 · Andriej Nowosiołow 4 | (16:15) | 7 Zlatko Horvat · 7 Luka Stepančić | Sportkompleks "Ubileyniy", Petersburg Widzów: 1200 Sędzia: Thierry Dentz Denis Reibel |
| 16:00                | 5× · 3×                                | (16:15) | 2× · 3×                            | Sportkompleks "Ubileyniy", Petersburg Widzów: 1200 Sędzia: Thierry Dentz Denis Reibel |

| 12 października 2013 | Celje Pivovarna Laško             | 25:28  | Rhein-Neckar Löwen |                                                                              |
| 16:30                | Nemanja Zelenović 5 · Rok Žuran 5 | (7:13) | 10 Uwe Gensheimer  | Dvorana Zlatorog, Celje Widzów: 1800 Sędzia: Igor Covalciuc Alexei Covalciuc |
| 16:30                | 4× · 2×                           | (7:13) | 5× · 3× · 1×       | Dvorana Zlatorog, Celje Widzów: 1800 Sędzia: Igor Covalciuc Alexei Covalciuc |

| 17 października 2013 | HK Motor Zaporoże                       | 29:32   | Celje Pivovarna Laško |                                                                                          |
| 19:00                | Serhij Onufrijenko 8 · Oleg Skopincew 8 | (14:11) | 8 Gašper Marguč       | Sport complex Lokomotiv, Charków Widzów: 1800 Sędzia: Marek Baranowski Bogdan Lemanowicz |
| 19:00                | 4× · 3×                                 | (14:11) | 5× · 3×               | Sport complex Lokomotiv, Charków Widzów: 1800 Sędzia: Marek Baranowski Bogdan Lemanowicz |

| 17 października 2013 | Rhein-Neckar Löwen | 31:17  | St. Petersburg HC                                            |                                                                          |
| 20:30                | Uwe Gensheimer 6   | (14:8) | 3 Rusłan Junisebkow · 3 Wiktor Kowalenko · 3 Pawieł Kungurow | Veranstaltungshalle, St. Leon-Rot Sędzia: Kursad Erdogan Ibrahim Ozdeniz |
| 20:30                | 6× · 2×            | (14:8) | 4× · 3×                                                      | Veranstaltungshalle, St. Leon-Rot Sędzia: Kursad Erdogan Ibrahim Ozdeniz |

| 20 października 2013 | RK Zagrzeb         | 22:33  | MKB Veszprém KC |                                                                         |
| 18:00                | Stipe Mandalinić 6 | (8:15) | 6 László Nagy   | Arena Zagreb, Zagrzeb Widzów: 11 000 Sędzia: Martin Gjeding Mads Hansen |
| 18:00                | 1× · 3×            | (8:15) | 2× · 2×         | Arena Zagreb, Zagrzeb Widzów: 11 000 Sędzia: Martin Gjeding Mads Hansen |

| 14 listopada 2013 | Rhein-Neckar Löwen | 34:26   | RK Zagrzeb         |                                                                                                |
| 20:30             | Uwe Gensheimer 7   | (21:11) | 9 Stipe Mandalinić | Veranstaltungshalle, St. Leon-Rot Widzów: 2000 Sędzia: Oscar Raluy Lopez Angel Sabroso Ramirez |
| 20:30             | 4× · 3×            | (21:11) | 5× · 2×            | Veranstaltungshalle, St. Leon-Rot Widzów: 2000 Sędzia: Oscar Raluy Lopez Angel Sabroso Ramirez |

| 17 listopada 2013 | HK Motor Zaporoże    | 29:24  | St. Petersburg HC |                                                                                       |
| 19:00             | Serhij Onufrijenko 7 | (15:9) | 5 Siergiej Kuźmin | Sport complex Lokomotiv, Charków Widzów: 1800 Sędzia: Ivan Pavićević Miloš Ražnatović |
| 19:00             | 3× · 3×              | (15:9) | 2× · 3×           | Sport complex Lokomotiv, Charków Widzów: 1800 Sędzia: Ivan Pavićević Miloš Ražnatović |

| 17 listopada 2013 | Celje Pivovarna Laško | 26:31   | MKB Veszprém KC   |                                                                             |
| 20:00             | Ivan Slišković 8      | (14:15) | 7 Cristian Ugalde | Dvorana Zlatorog, Celje Widzów: 4300 Sędzia: Andre Hansen Oistein Pettersen |
| 20:00             | 5× · 3×               | (14:15) | 3× · 3× · 1×      | Dvorana Zlatorog, Celje Widzów: 4300 Sędzia: Andre Hansen Oistein Pettersen |

| 21 listopada 2013 | St. Petersburg HC                                                | 18:24   | HK Motor Zaporoże |                                                                                            |
| 19:30             | Grigory Blagonadezhdin 3 · Dmitrij Kisielow 3 · Paweł Kungurow 3 | (10:14) | 5 Oleg Skopincew  | Sportkompleks "Ubileyniy", Petersburg Widzów: 1500 Sędzia: Amar Konjicanin Dino Konjicanin |
| 19:30             | 3× · 3×                                                          | (10:14) | 4× · 3×           | Sportkompleks "Ubileyniy", Petersburg Widzów: 1500 Sędzia: Amar Konjicanin Dino Konjicanin |

| 23 listopada 2013 | RK Zagrzeb                         | 24:28   | Rhein-Neckar Löwen |                                                                         |
| 18:00             | Jerko Matulić 6 · Luka Stepančić 6 | (12:13) | 6 Uwe Gensheimer   | Arena Zagreb, Zagrzeb Widzów: 6000 Sędzia: Andrei Gousko Siarhei Repkin |
| 18:00             | 4× · 3×                            | (12:13) | 2× · 2×            | Arena Zagreb, Zagrzeb Widzów: 6000 Sędzia: Andrei Gousko Siarhei Repkin |

| 23 listopada 2013 | MKB Veszprém KC  | 27:26   | Celje Pivovarna Laško |                                                                         |
| 18:45             | Tamás Iváncsik 6 | (13:10) | 7 Sebastian Skube     | Veszprém Aréna, Veszprém Widzów: 5019 Sędzia: Shlomo Cohen Yoram Peretz |
| 18:45             | 4× · 3×          | (13:10) | 5× · 3× · 1×          | Veszprém Aréna, Veszprém Widzów: 5019 Sędzia: Shlomo Cohen Yoram Peretz |

| 28 listopada 2013 | HK Motor Zaporoże      | 26:32   | Rhein-Neckar Löwen |                                                                                           |
| 19:30             | Władisław Ostrouszko 8 | (10:15) | 7 Uwe Gensheimer   | Sport complex Lokomotiv, Charków Widzów: 2000 Sędzia: Sorin-Laurentiu Dinu Constantin Din |
| 19:30             | 4× · 3×                | (10:15) | 5× · 3×            | Sport complex Lokomotiv, Charków Widzów: 2000 Sędzia: Sorin-Laurentiu Dinu Constantin Din |

| 30 listopada 2013 | MKB Veszprém KC  | 29:20  | St. Petersburg HC                 |                                                                      |
| 18:15             | Tamás Iváncsik 6 | (13:7) | 4 Gleb Kalarash · 4 Eldar Nasyrow | Veszprém Aréna, Veszprém Widzów: 5019 Sędzia: Jiri Opava Pavel Valek |
| 18:15             | 1× · 2×          | (13:7) | 3× · 3×                           | Veszprém Aréna, Veszprém Widzów: 5019 Sędzia: Jiri Opava Pavel Valek |

| 30 listopada 2013 | Celje Pivovarna Laško              | 26:20   | RK Zagrzeb      |                                                                             |
| 20:30             | Gašper Marguč 6 · Ivan Slišković 6 | (14:11) | 5 Zlatko Horvat | Dvorana Zlatorog, Celje Widzów: 5000 Sędzia: Peter Brunovsky Vladimir Canda |
| 20:30             | 5× · 3×                            | (14:11) | 2× · 3×         | Dvorana Zlatorog, Celje Widzów: 5000 Sędzia: Peter Brunovsky Vladimir Canda |

| 8 lutego 2014 | St. Petersburg HC | 29:29   | Celje Pivovarna Laško |                                                                                       |
| 16:00         | Gleb Kalarash 6   | (16:13) | 9 Gašper Marguč       | Sportkompleks "Ubileyniy", Petersburg Widzów: 1320 Sędzia: Said Bounouara Khalid Sami |
| 16:00         | 7× · 1×           | (16:13) | 4× · 3×               | Sportkompleks "Ubileyniy", Petersburg Widzów: 1320 Sędzia: Said Bounouara Khalid Sami |

| 8 lutego 2014 | RK Zagrzeb     | 33:27   | HK Motor Zaporoże    |                                                                        |
| 18:00         | Josip Šandrk 9 | (16:16) | 7 Serhij Onufrijenko | Arena Zagreb, Zagrzeb Widzów: 5236 Sędzia: Václav Horáček Jiří Novotný |
| 18:00         | 5× · 3× · 1×   | (16:16) | 6× · 3×              | Arena Zagreb, Zagrzeb Widzów: 5236 Sędzia: Václav Horáček Jiří Novotný |

| 9 lutego 2014 | Rhein-Neckar Löwen | 25:25   | MKB Veszprém KC |                                                                        |
| 19:00         | Uwe Gensheimer 10  | (12:13) | 11 Momir Ilić   | SAP Arena, Mannheim Widzów: 7125 Sędzia: Nenad Nikolić Dušan Stojković |
| 19:00         | 1× · 3×            | (12:13) | 3× · 3×         | SAP Arena, Mannheim Widzów: 7125 Sędzia: Nenad Nikolić Dušan Stojković |

| 15 lutego 2014 | MKB Veszprém KC | 34:27   | RK Zagrzeb      |                                                                                |
| 19:00          | Momir Ilić 8    | (19:11) | 5 Zlatko Horvat | Veszprém Aréna, Veszprém Widzów: 5019 Sędzia: Vaidas Mazeika Mindaugas Gatelis |
| 19:00          | 4× · 3×         | (19:11) | 4× · 3×         | Veszprém Aréna, Veszprém Widzów: 5019 Sędzia: Vaidas Mazeika Mindaugas Gatelis |

| 15 lutego 2014 | St. Petersburg HC | 23:32   | Rhein-Neckar Löwen          |                                                                                            |
| 20:00          | Gleb Kalarash 5   | (10:18) | 5 Stefán Rafn Sigurmannsson | Sportkompleks "Ubileyniy", Petersburg Widzów: 1000 Sędzia: Per Olesen Claus Gramm Pedersen |
| 20:00          | 2× · 2×           | (10:18) | 2× · 3×                     | Sportkompleks "Ubileyniy", Petersburg Widzów: 1000 Sędzia: Per Olesen Claus Gramm Pedersen |

| 15 lutego 2014 | Celje Pivovarna Laško | 30:27   | HK Motor Zaporoże |                                                                                      |
| 20:30          | Gašper Marguč 10      | (19:15) | 7 Sergii Burka    | Dvorana Zlatorog, Celje Widzów: 3000 Sędzia: Bogdan Nicolae Stark Romeo Mihai Stefan |
| 20:30          | 5× · 3×               | (19:15) | 5× · 3×           | Dvorana Zlatorog, Celje Widzów: 3000 Sędzia: Bogdan Nicolae Stark Romeo Mihai Stefan |

| 20 lutego 2014 | Rhein-Neckar Löwen                                          | 35:25   | Celje Pivovarna Laško | |
| 19:00          | Gedeón Guardiola 5 · Alexander Petersson 5 · Andre Schmid 5 | (12:13) | 6 Gašper Marguč       | Veranstaltungshalle, St. Leon-Rot Widzów: 1509 Sędzia: Dennis Engkebølle Stenrand Anders Kaerlund Birch |
| 19:00          | 4× · 3×                                                     | (12:13) | 4× · 3×               | Veranstaltungshalle, St. Leon-Rot Widzów: 1509 Sędzia: Dennis Engkebølle Stenrand Anders Kaerlund Birch |

| 22 lutego 2014 | HK Motor Zaporoże | 26:22   | MKB Veszprém KC |                                                                                        |
| 17:00          | Oleg Skopincew 5  | (13:13) | 6 Momir Ilić    | Sport complex Lokomotiv, Charków Widzów: 1500 Sędzia: Mirza Kurtagic Mattias Wetterwik |
| 17:00          | 4× · 1×           | (13:13) | 9× · 3× · 1×    | Sport complex Lokomotiv, Charków Widzów: 1500 Sędzia: Mirza Kurtagic Mattias Wetterwik |

| 22 lutego 2014 | RK Zagrzeb     | 26:24   | St. Petersburg HC                              |                                                                           |
| 17:00          | Josip Valčić 7 | (15:14) | 5 Grigory Blagonadezhdin · 5 Aleksandr Pyszkin | Arena Zagreb, Zagrzeb Widzów: 7000 Sędzia: Zigmars Stolarovs Renars Licis |
| 17:00          | 4× · 1×        | (15:14) | 9× · 3× · 1×                                   | Arena Zagreb, Zagrzeb Widzów: 7000 Sędzia: Zigmars Stolarovs Renars Licis |